# Porsche Motorsport
Porsche Motorsport, anciennement Porsche Team,[réf. nécessaire] est une écurie automobile allemande et la branche compétition du constructeur Porsche. La structure est basée à Weissach, dans le Bade-Wurtemberg.
Connue pour ses nombreux succès en endurance depuis la fin des années 1960 avant la création du Championnat du monde d'endurance FIA, elle a participé lors de la période 2014 à 2017 à ce championnat avec la Porsche 919 Hybrid, dans la catégorie reine des LMP1. Pendant cette période, Porsche à remporté les 24 Heures du Mans et le titre Constructeurs du championnat en 2015, 2016 et 2017.
L'écurie s'est retirée de la catégorie reine de l'endurance en fin 2017 pour se concentrer sur son engagement en Formule E. Elle reste néanmoins présente dans la discipline, dans la catégorie LM GTE, avec la Porsche 911 RSR jusqu'en 2023, dernière année de cette catégorie dans le championnat du monde d'endurance.
Porsche a commencé à s'engager en Formule E lors de la saison 2019-2020 avec les pilotes Neel Jani et André Lotterer. L'écurie participe toujours au championnat sous l'appellation TAG Heuer Porsche Formula E Team avec Pascal Wehrlein et António Félix da Costa au volant.
Son retour en endurance en 2023 avec la Porsche 963 est double puisque Porsche est engagée dans le Championnat du monde d'endurance FIA dans la catégorie Hypercar, et en parallèle dans le WeatherTech SportsCar Championship dans la catégorie GTP (nom donné aux Hypercars dans ce championnat nord-américain).

## Historique
Voulant dynamiser son image de marque à la sortie de la seconde guerre mondiale, Porsche se lance officiellement dans le sport automobile dans les années 50 avec en premier lieu une Porsche 356 SL aux 24h du Mans 1951. Cette voiture étant dérivée de la Porsche 356 de série, elle est remplacée par une autre dévolue à la course : la Porsche 550. Cette dernière participe entre autres aux 24 heures du Mans, aux Mille Miglia, à la Targa Florio ainsi qu'à la Carrera Panamericana.

### Les débuts en Formule 1

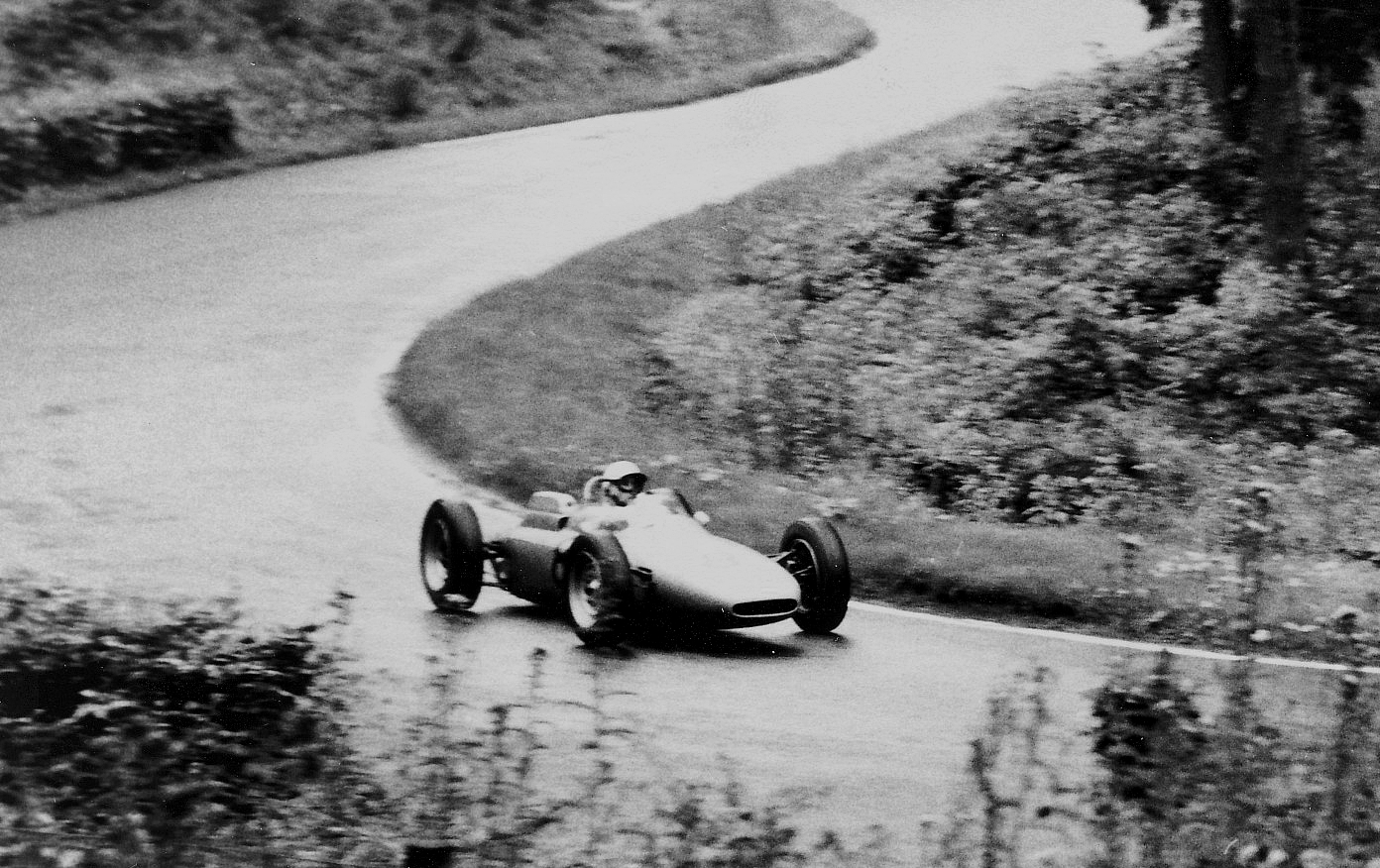
Joakim Bonnier pilotant une Porsche 804 au Grand Prix d'Allemagne 1962.

L'épopée de Porsche en Formule 1 en tant que constructeur à part entière dure entre le Grand Prix des Pays-Bas 1958 et ce même Grand Prix en 1964, soit 6 ans.
Lors du premier Grand Prix de Porsche en F1, le néerlandais Carel Godin de Beaufort pilote la voiture.
En 1959, les Porsche officielles ne s'engagent en course qu'à Monaco.
En 1961, la F1 opère un changement de réglementation. L'écurie Porsche officielle décide alors de s'engager à plein temps dans le championnat du monde avec les pilotes Jo Bonnier et Hans Herrmann, ainsi qu'avec l'américain Dan Gurney en cours de saison. Ce dernier termine second en Italie et aux Etats-Unis, permettant à Porsche d'obtenir une troisième place au championnat constructeur.
En 1962, Dan Gurney remporte l'unique victoire de Porsche en tant que constructeur au Grand Prix de France. Sur le circuit du Nürburgring, il décroche la pole position pour finir la course en 3e position.

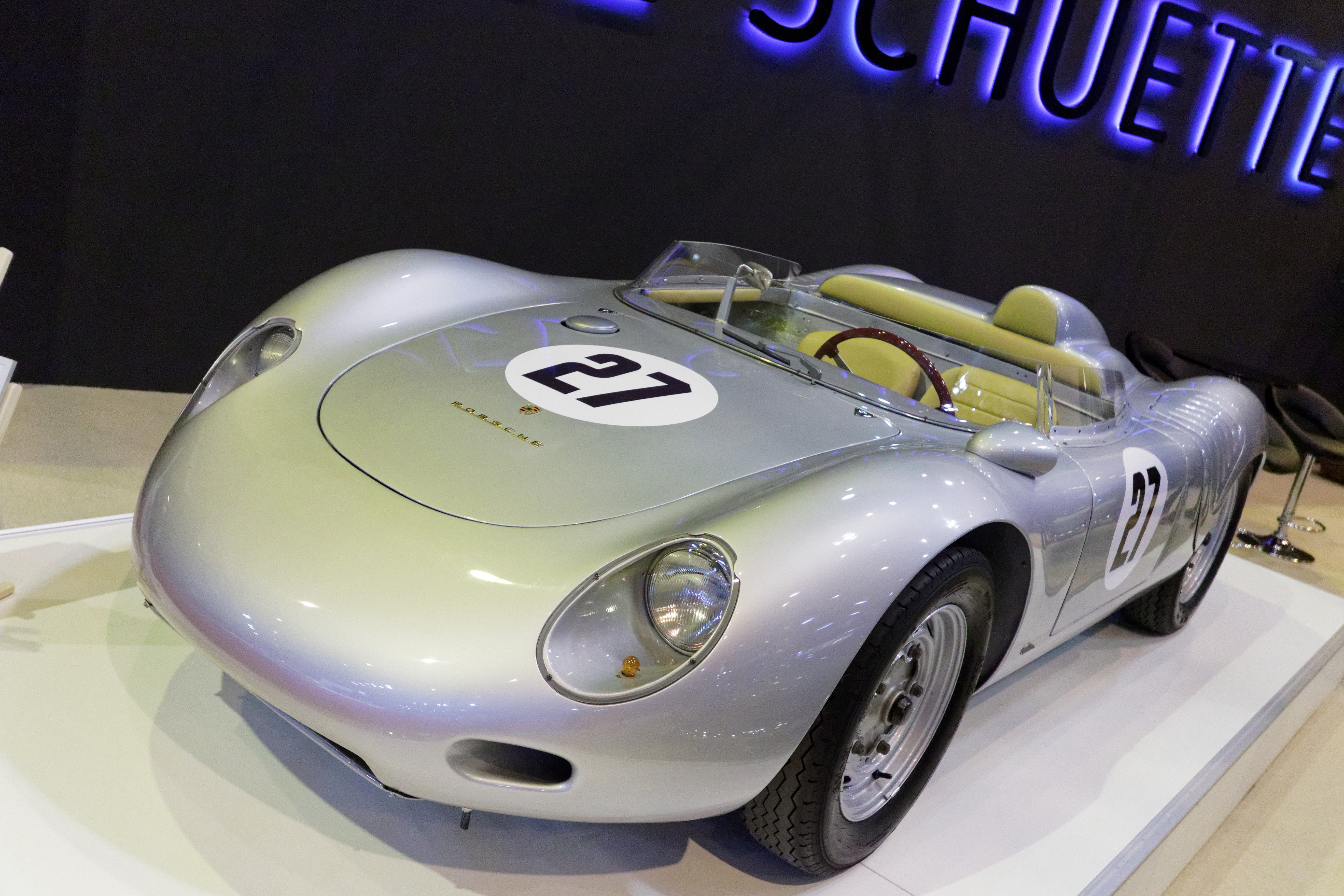
La Porsche 718 RSK (la F1 de Porsche)

À la fin de la saison, de nouveaux changements de réglementation sont annoncés et Porsche, estimant que sa voiture ne sera plus compétitive, décide de se retirer. Seul Carel de Beaufort utilisera encore une Porsche 718 jusqu'en 1964, année où il meurt lors des essais du Grand Prix d'Allemagne. Dans les années 80, Porsche revient en F1 en tant que motoriste uniquement. Le constructeur allemand s'associe avec TAG pour fournir l'écurie McLaren en moteurs TAG-Porsche au cours de la saison 1983. La collaboration entre l'écurie britannique et le motoriste dure jusqu'en 1987 avec à la clé trois titres pilotes (Lauda en 1984 et Prost en 1985 et 1986) et deux titres constructeurs (1984 et 1985).

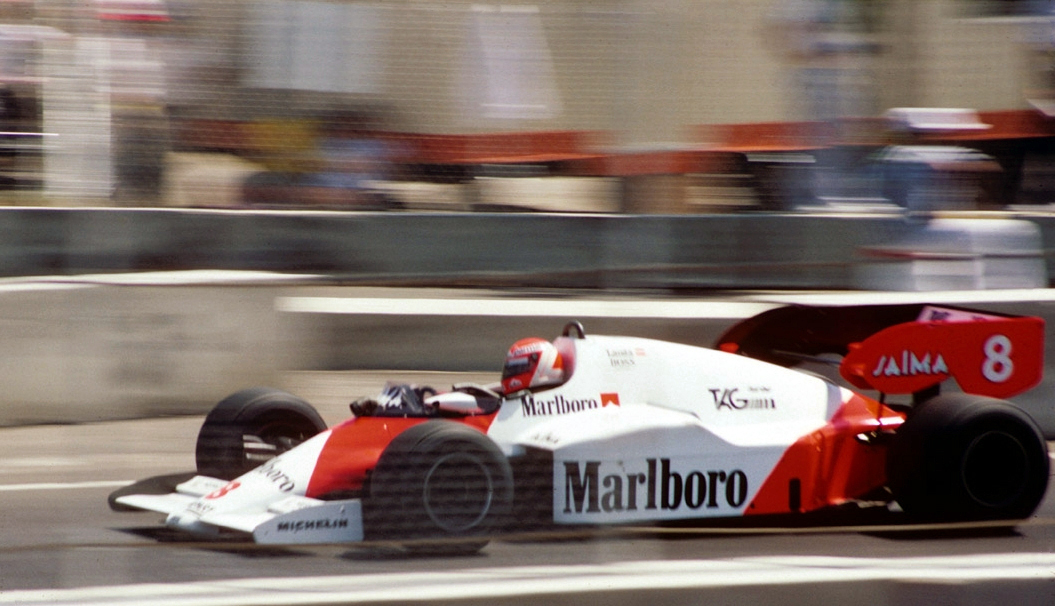
Niki Lauda au volant de sa McLaren TAG-Porsche en 1984 à Dallas

En 1991, Porsche tente à nouveau un retour comme motoriste pour l'écurie Arrows-Footwork sans le même succès qu'auparavant puisque le moteur a le défaut d'être trop lourd.
Avec les nouvelles réglementations moteurs de 2025, repoussées à 2026, Porsche se voyait revenir en F1 en même temps que Audi. Porsche était en négociations avancées avec Red Bull Racing pour s'associer, mais les deux parties n'ont finalement pas trouvé d'accord. Après avoir envisagé des associations avec d'autres écuries, Porsche à renoncé à entrer en Formule 1 dans un futur proche.

### Domination aux 24 Heures du Mans
Porsche a remporté dix-neuf fois les 24 heures du Mans : la première victoire a lieu en 1970 avec la 917, qui gagne également l'année suivante. Puis, le constructeur doit attendre 1976 pour voir la 936 remporter la course, avec à son bord le célèbre pilote belge Jacky Ickx. En 1977, ce même Jacky Ickx fait triompher pour la seconde fois consécutive la marque allemande, toujours avec la 936. La 935 remporte l'épreuve en 1979. Jacky Ickx fait remporter de nouveau à Porsche les 24 Heures du Mans 1981 et les 24 Heures du Mans 1982 ; par la suite la Porsche 956 remporte l'épreuve en 1983, 1984 avec Henri Pescarolo, ainsi qu'en 1985. À la 956 succéde la 962 qui, elle, remporte les 24 Heures en 1986 et 1987, ce qui fait sept victoires consécutives de 1981 à 1987. En 2015, aucun autre constructeur n'a encore fait de même. Avant 2015, la dernière victoire de Porsche aux 24 Heures du Mans était celle de 1998, avec la Porsche 911 GT1 d'Allan McNish, Laurent Aïello et Stéphane Ortelli. Porsche complétera ses succès en 2016 puis 2017, avec la 919 Hybrid.

### Retour en endurance (2014-2017)

#### Championnat 2014
Le constructeur Porsche organise son retour en endurance en Sport-prototypes dans le championnat du monde d'endurance créé en 2012. Lors des 24 Heures du Mans, l'équipe voit ses deux voitures terminer 11e pour l'une et abandonner pour l'autre après 346 tours parcourus. La suite de la saison voit Porsche remporter une victoire, sa première victoire dans le championnat, lors de l'ultime épreuve des 6 Heures de São Paulo. Porsche termine le championnat à la 3e place derrière les constructeurs Toyota et Audi.

#### Championnat 2015
En 2015, Porsche Team remporte les 24 Heures du Mans avec le troisième équipage engagé, composé de Earl Bamber, Nick Tandy et Nico Hulkenberg, marquant ainsi le 17ème succès du constructeur allemand dans cette épreuve. L'écurie avait alors comme principaux adversaires Toyota Gazoo Racing, Audi Sport Team Joest et Nissan Motorsport.
Après les 24 Heures du Mans, Porsche enchaîne quatre victoires consécutives : au Nürburgring, à Austin, à Fuji et à Shanghai. À l'issue des 6 Heures de Shanghai, Porsche remporte, à l'occasion de sa deuxième année depuis son retour, le titre mondial des Constructeurs. 
Lors des 6 Heures de Bahreïn, la Porsche n°17 se dispute le titre Pilotes avec l'Audi n°7 mais c'est finalement la Porsche n°18 qui s'impose devant la n°7. La n°17 achève sa course à la cinquième place, ce qui permet à son équipage (Timo Bernhard, Mark Webber et Brendon Hartley) d'être titré.

#### Championnat 2016
Lors des 6 Heures de Silverstone, les deux Porsche se qualifient en 3e et 4e places, derrière les deux Audi R18. Au terme de la première manche du championnat, la no 1, championne en titre, a abandonné dans la deuxième heure et la no 2, originellement classée 2e, remporte cette épreuve à la suite du déclassement de l'Audi no 7.
Le constructeur remporte finalement six des neuf manches du calendrier dont les 24 Heures du Manset est sacré champion du monde pour la seconde année consécutive. Lors des 6 Heures de Bahreïn, la Porsche n°2 se dispute le titre Pilotes avec la Toyota n°6 mais c'est finalement la Porsche n°2 qui obtient le titre avec une sixième place, ce qui permet à son équipage (Marc Lieb, Romain Dumas et Neel Jani) d'être titré.

#### Championnat 2017
Porsche remporte le titre Constructeurs du championnat ainsi que les 24 heures du Mans 2017, puis se retire de la catégorie LMP1 à l'issue de cette saison.

## Résultats en championnat du monde des voitures de sport et en championnat du monde d'endurance
| Saison | Écurie                    | Châssis                 | Moteur  | Pneus    | Pilotes                                                                                             | Courses disputées | Points inscrits | Classement |
| ------ | ------------------------- | ----------------------- | ------- | -------- | --------------------------------------------------------------------------------------------------- | ----------------- | --------------- | ---------- |
| 1957   | Porsche KG                | Porsche 718             | Porsche | Dunlop   | Edgar Barth Fritz Huschke von Hanstein                                                              | 1                 | -               | -          |
| 1958   | Porsche KG                | Porsche 718             | Porsche | Dunlop   | Edgar Barth Hans Herrmann Harry Schell Paul Frère Jean Behra Giorgio Scarlatti                      | 5                 | -               | -          |
| 1959   | Porsche KG                | Porsche 718             | Porsche | Dunlop   | Edgar Barth Wolfgang von Trips Wolfgang Seidel Jo Bonnier                                           | 4                 | -               | -          |
| 1960   | Porsche KG                | Porsche 718             | Porsche | Dunlop   | Edgar Barth Hans Herrmann Graham Hill Jo Bonnier Maurice Trintignant                                | 4                 | -               | -          |
| 1961   | Porsche Engineering       | Porsche 718             | Porsche | Dunlop   | Edgar Barth Hans Herrmann Dan Gurney Jo Bonnier                                                     | 4                 | -               | -          |
| 1962   | Porsche Engineering       | Porsche 718             | Porsche | Dunlop   | Graham Hill Hans Herrmann                                                                           | 1                 | -               | -          |
| 1963   | Porsche Engineering       | Porsche 718             | Porsche | Dunlop   | Edgar Barth Herbert Linge Umberto Maglioli Giancarlo Baghetti                                       | 4                 | -               | -          |
| 1964   | Porsche Engineering       | Porsche 904             | Porsche | Dunlop   | Edgar Barth Antonio Pucci Colin Davis Herbert Linge                                                 | 7                 | -               | -          |
| 1965   | Porsche Engineering       | Porsche 904             | Porsche | Dunlop   | Gerhard Mitter Herbert Linge Herbert Müller                                                         | 7                 | -               | -          |
| 1966   | Porsche Engineering       | Porsche 904 Porsche 906 | Porsche | Dunlop   | Herbert Linge Peter Nöcker Antonio Pucci Gerhard Mitter                                             | 6                 | -               | -          |
| 1967   | Porsche Engineering       | Porsche 906             | Porsche | Dunlop   | Jochen Neerpasch Ben Pon Vic Elford Udo Schütz                                                      | 7                 | -               | -          |
| 1968   | Porsche Engineering       | Porsche 907 Porsche 908 | Porsche | Dunlop   | Jo Siffert Hans Herrmann Vic Elford Rolf Stommelen                                                  | 6                 | -               | -          |
| 1969   | Porsche Engineering       | Porsche 908             | Porsche | Dunlop   | Gerhard Mitter Hans Herrmann Vic Elford Rolf Stommelen                                              | 7                 | -               | -          |
| 1969   | Porsche KG Salzburg       | Porsche 908             | Porsche | Dunlop   | Rudi Lins Richard Attwood Brian Redman Willi Kauhsen                                                | 3                 | -               | -          |
| 1970   | Porsche KG Salzburg       | Porsche 917             | Porsche | Dunlop   | Hans Herrmann Richard Attwood Vic Elford Kurt Ahrens Jr.                                            | 3                 | -               | -          |
| 1981   | Porsche System            | Porsche 936             | Porsche | Dunlop   | Jacky Ickx Derek Bell Jochen Mass Vern Schuppan                                                     | 1                 | -               | -          |
| 1982   | Rothmans Porsche          | Porsche 956             | Porsche |          | Jacky Ickx Jochen Mass Derek Bell Vern Schuppan                                                     | 5                 | -               | -          |
| 1983   | Rothmans Porsche          | Porsche 956             | Porsche |          | Jacky Ickx Jochen Mass Derek Bell Stefan Bellof                                                     | 7                 | -               | -          |
| 1984   | Rothmans Porsche          | Porsche 956             | Porsche |          | Jacky Ickx Jochen Mass Derek Bell Stefan Bellof                                                     | 7                 | -               | -          |
| 1985   | Rothmans Porsche          | Porsche 962             | Porsche |          | Jacky Ickx Jochen Mass Derek Bell Hans-Joachim Stuck                                                | 10                | 107             | Champion   |
| 1986   | Rothmans Porsche          | Porsche 962             | Porsche |          | Derek Bell Hans-Joachim Stuck                                                                       | 9                 | 47              | 3e         |
| 1987   | Rothmans Porsche AG       | Porsche 962C            | Porsche |          | Derek Bell Hans-Joachim Stuck                                                                       | 3                 | 74              | 3e         |
| 1988   | Omron Porsche AG          | Porsche 962C            | Porsche | Dunlop   | Derek Bell Klaus Ludwig Hans-Joachim Stuck Mario Andretti Michael Andretti John Andretti Price Cobb | 2                 | 75              | 6e         |
| 2014   | Porsche Team              | Porsche 919 Hybrid      | Porsche | Michelin | Romain Dumas Neel Jani Marc Lieb Timo Bernhard Brendon Hartley Mark Webber                          | 8                 | 193             | 3e         |
| 2015   | Porsche Team              | Porsche 919 Hybrid      | Porsche | Michelin | Romain Dumas Neel Jani Marc Lieb Timo Bernhard Brendon Hartley Mark Webber                          | 8                 | 344             | Champion   |
| 2016   | Porsche Team              | Porsche 919 Hybrid      | Porsche | Michelin | Romain Dumas Neel Jani Marc Lieb Timo Bernhard Brendon Hartley Mark Webber                          | 9                 | 324             | Champion   |
| 2017   | Porsche LMP Team          | Porsche 919 Hybrid      | Porsche | Michelin | Neel Jani André Lotterer Nick Tandy Timo Bernhard Brendon Hartley Earl Bamber                       | 9                 | 336             | Champion   |
| 2023   | Porsche Penske Motorsport | Porsche 963             | Porsche | Michelin | Dane Cameron Michael Christensen Frédéric Makowiecki Kévin Estre André Lotterer Laurens Vanthoor    | 7                 | 99              | 3e         |
| 2024   | Porsche Penske Motorsport | Porsche 963             | Porsche | Michelin | Matt Campbell Michael Christensen Frédéric Makowiecki Kévin Estre André Lotterer Laurens Vanthoor   | 8                 | 188             | 2e         |

## Résultats en championnat du monde de Formule 1
| Saison | Écurie         | Châssis       | Moteur  | Pneus  | Pilotes                                     | Grand Prix disputées | Points inscrits | Classement |
| ------ | -------------- | ------------- | ------- | ------ | ------------------------------------------- | -------------------- | --------------- | ---------- |
| 1957   | Porsche KG     | Porsche 550RS | Porsche | Dunlop | Umberto Maglioli Edgar Barth                | 1                    | 0               | -          |
| 1958   | Porsche KG     | Porsche RSK   | Porsche | Dunlop | Edgar Barth                                 | 1                    | 0               | -          |
| 1959   | Porsche KG     | Porsche 718   | Porsche | Dunlop | Maria Teresa De Filippis Wolfgang von Trips | 2                    | 0               | -          |
| 1960   | Porsche System | Porsche 718   | Porsche | Dunlop | Edgar Barth Hans Herrmann                   | 1                    | 1               | 7e         |
| 1961   | Porsche System | Porsche 787   | Porsche | Dunlop | Joakim Bonnier Dan Gurney Hans Herrmann     | 8                    | 22              | 3e         |
| 1962   | Porsche System | Porsche 804   | Porsche | Dunlop | Joakim Bonnier Dan Gurney                   | 7                    | 18              | 5e         |

| Saison | Écurie                  | Châssis       | Moteur  | Pneus  | Pilotes                                 | Grands Prix disputés |
| ------ | ----------------------- | ------------- | ------- | ------ | --------------------------------------- | -------------------- |
| 1957   | Écurie Maarsbergen      | Porsche 550RS | Porsche | Dunlop | Carel Godin de Beaufort                 | 1                    |
| 1958   | Écurie Maarsbergen      | Porsche 550RS | Porsche | Dunlop | Carel Godin de Beaufort                 | 2                    |
| 1959   | Jean Behra              | Porsche Behra | Porsche | Dunlop | Jean Behra                              | 1                    |
| 1959   | Blanchard Automobile Co | Porsche RSK   | Porsche | Dunlop | Harry Blanchard                         | 1                    |
| 1959   | Écurie Maarsbergen      | Porsche RSK   | Porsche | Dunlop | Carel Godin de Beaufort                 | 1                    |
| 1960   | Camoradi International  | Porsche RSK   | Porsche | Dunlop | Masten Gregory Fred Gamble              | 2                    |
| 1961   | Écurie Maarsbergen      | Porsche RS550 | Porsche | Dunlop | Carel Godin de Beaufort Hans Herrmann   | 6                    |
| 1962   | Écurie Maarsbergen      | Porsche 718   | Porsche | Dunlop | Carel Godin de Beaufort Wolfgang Seidel | 9                    |
| 1962   | Scuderia Serenissima    | Porsche 718   | Porsche | Dunlop | Nino Vaccarella                         | 3                    |
| 1962   | Écurie Filipinetti      | Porsche 718   | Porsche | Dunlop | Heini Walter                            | 1                    |
| 1963   | Écurie Maarsbergen      | Porsche 718   | Porsche | Dunlop | Carel Godin de Beaufort Gerhard Mitter  | 7                    |
| 1964   | Écurie Maarsbergen      | Porsche 718   | Porsche | Dunlop | Carel Godin de Beaufort                 | 2                    |

## Résultat en championnat du monde de Formule E
| Saison  | Écurie                           | Châssis        | Moteur               | Pilotes                                | ePrix disputés | Victoires | Podiums | Points | Classement |
| ------- | -------------------------------- | -------------- | -------------------- | -------------------------------------- | -------------- | --------- | ------- | ------ | ---------- |
| 2019-20 | TAG-Heuer Porsche Formula E Team | Spark SRT05e   | Porsche 99X Electric | Neel Jani André Lotterer               | 11             | 0         | 2       | 79     | 8e         |
| 2020-21 | TAG-Heuer Porsche Formula E Team | Spark SRT05e   | Porsche 99X Electric | André Lotterer Pascal Wehrlein         | 15             | 0         | 2       | 137    | 8e         |
| 2021-22 | TAG-Heuer Porsche Formula E Team | Spark SRT05e   | Porsche 99X Electric | André Lotterer Pascal Wehrlein         | 16             | 1         | 2       | 134    | 7e         |
| 2022-23 | TAG-Hauer Porsche Formula E Team | Formula E Gen3 | Porsche 99X Electric | Pascal Wehrlein Antonio Félix da Costa | 16             | 4         | 7       | 242    | 4e         |

## Palmarès
- 19 victoires aux 24 Heures du Mans (record absolu)
- 10 titres de champion du monde Constructeurs (WSC)
- 2 titres de champion du monde par équipe (WSC). L'équipe officielle Porsche Team obtient le titre en 1985, puis l'écurie privée suisse Brun Motorsport permet à Porsche d'être titré en 1986.
- 3 titre de champion du monde Constructeurs (WEC)
- 3 titre de champions du monde Pilotes (WEC)
- 17 victoires (WEC)
- 20 pole positions (WEC)
- 13 meilleurs tours en course (WEC)
- 1 victoire en championnat du monde de Formule 1